# Partito Socialista della Gran Bretagna
Il Partito Socialista della Gran Bretagna (in inglese: Socialist Party of Great Britain) è un partito politico marxista all'interno della tradizione dell'impossibilismo. È meglio conosciuto per il suo supporto per l'uso delle elezioni democratiche per scopi rivoluzionari, l'opposizione al riformismo e la sua subitanea adozione della teoria del capitalismo di Stato per descrivere l'Unione Sovietica.

## Storia e influenza
Il partito fu fondato nel 1904 dalla scissione dalla Federazione Socialdemocratica (SDF). Venne formato come opposizione al riformismo della SDF e in risposta in parte alla dominazione dell'organizzazione di Henry Hyndman che portò all'avversione nei confronti della capacità di comando. Questa divisione fu anche parzialmente una reazione al coinvolgimento della SDF nel Comitato di rappresentanza del lavoro che fondò il Partito Laburista. Rispecchiò la divisione che portò alla fondazione della Lega Socialista, scaturita da una disputa tra il movimento socialista sulle tattiche e sul dilemma «riforma o rivoluzione».

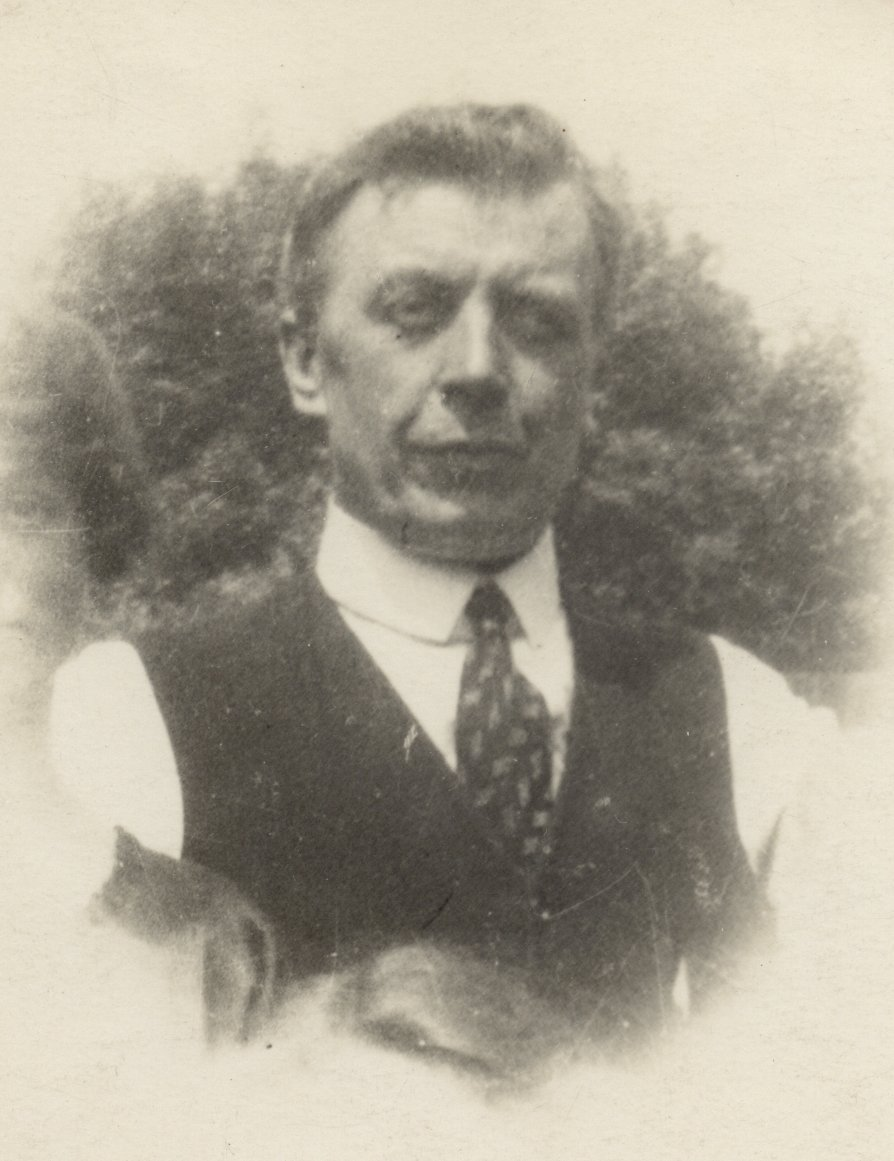
Jack Fitzgerald, uno dei fondatori del Partito Socialista di Gran Bretagna

I fondatori del partito si consideravano parte di una più ampia rivolta impossibilista all'interno della Seconda Internazionale. Quando nel 1903 la maggior parte dei membri della SDF in Scozia ruppero con il Partito Laburista Socialista senza contattare i loro compagni impossibilisti a Londra, gli impossibilisti (principalmente il gruppo di Battersea) decisero di rompere con la loro stessa organizzazione come fecero l'anno seguente. Diversamente dalla Lega Socialista sostenne comunque l'uso rivoluzionario del sistema elettorale e del parlamento.
Il partito sostiene in conformità con i principi esposti da Karl Marx ed Engels nel Manifesto del Partito Comunista che per realizzare il vero socialismo sia necessario abolire a livello mondiale sia gli Stati nazionali sia la proprietà privata dei mezzi di produzione, oltre che il lavoro salariato e il denaro.
Il partito ha partecipato molte volte, anche se non in tutte le città e collegi, alle elezioni politiche generali del Regno Unito, ma è sempre rimasto un partito marginale, ottenendo al massimo 1359 voti nel 1997. Inoltre è parte e socio fondatore del Movimento Socialista Mondiale (World Socialist Movement, da non confondere con il World Socialist Website di ispirazione trotskista), che conta sette partiti politici nazionali affiliati (Gran Bretagna, Canada, Nuova Zelanda, Stati Uniti d'America, Irlanda, India e Australia) e alcuni gruppi (tra cui in Italia e in Svezia).
Nel 1991 partirono due rami e formarono studi socialisti.
Non è da confondere con il Partito Socialista Britannico, confluito nel 1920 nel Partito Comunista di Gran Bretagna, né con il Partito Socialista di Inghilterra e Galles fondato negli anni novanta. Non ha un capo politico, ma uno dei suoi membri più noti è Adam Buick. La principale attività politica svolta dal partito è la propaganda dei propri principi.